# Saleen S5S Raptor

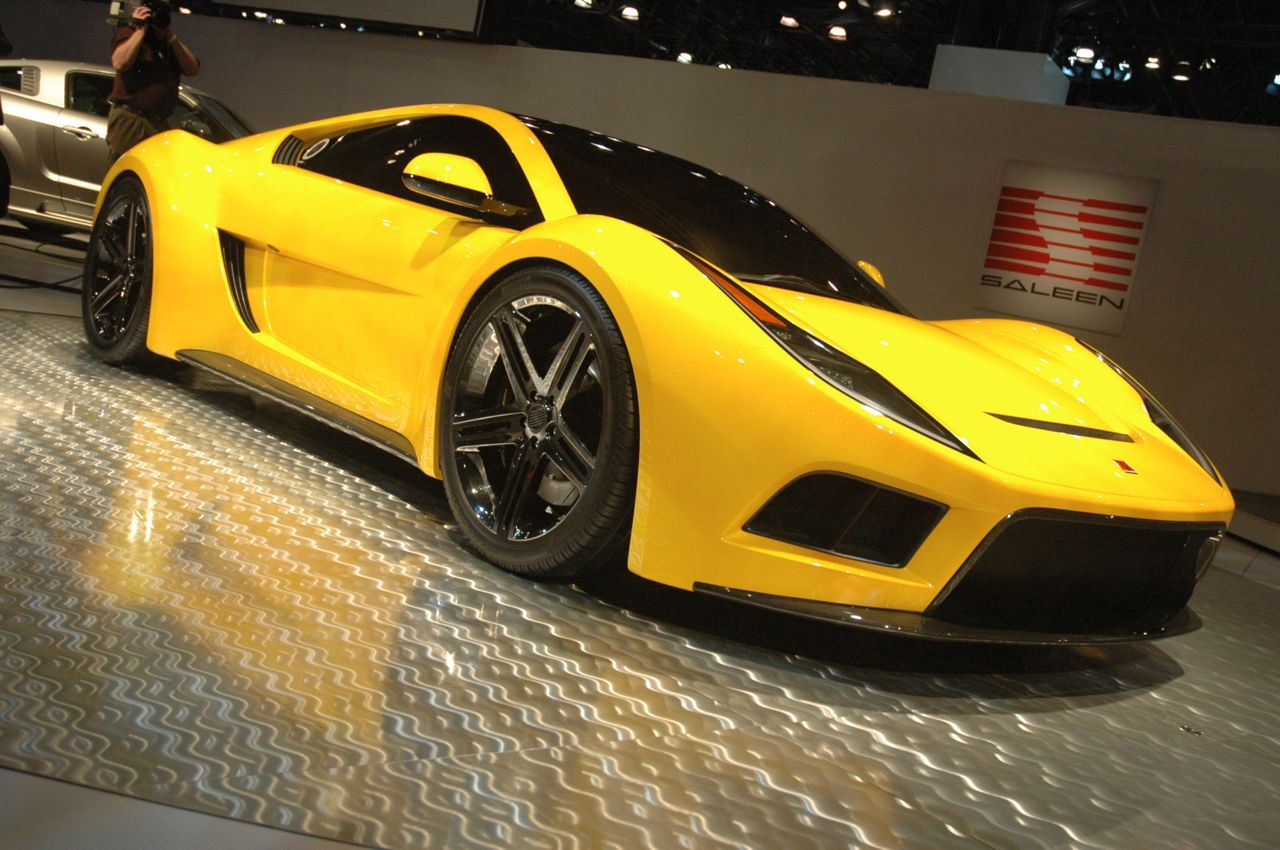
Der Saleen S5S Raptor

Der Saleen S5S Raptor ist ein Sportwagen, welcher von Saleen am 20. März 2008 auf der New York International Auto Show als Prototyp vorgestellt wurde. Der S5S Raptor wurde im Jahr 2007 konzipiert und sollte mit einem 5,0-Liter-Kompressormotor von Saleen ausgestattet werden, ähnlich wie der Saleen S302E. Das Fahrzeug hätte eine Leistung von 650 PS haben sollen.
Der projektierte Verkaufspreis sollte bei $ 185.000 liegen. Jedoch wurde die weitere Entwicklung des Sportwagens 2008 gestoppt. 2009 wurde Saleen insolvent und stellte sämtliche Aktivitäten ein. Ein paar Jahre später hat Saleen seine Entwicklung und Produktion wieder in Gang gesetzt und unter anderem aktuelle Varianten der Muscle-Cars und einen Tesla im Angebot.